# Caballo de paso higueyano
El Caballo de Paso Higueyano  es una raza equina oriunda de la República Dominicana y tiene su origen particular en el municipio de Higuey de la Provincia   La Altagracia , descendiente del cruce de algunas razas de caballos como el Morgan, los caballos ambladores de Narragansett , Tennessee Walker y Pura Sangre inglés con Yeguas criollas. Esta raza tiene formalidad con el decreto de ley No. 138-04 de fecha 24 de febrero de 2004, bajo la ley No. 520 que crea la Asociación de Caballos de Paso Higueyano reconocida por su sigla ACPH, siendo este el primer reconocimiento a la agrupación de criadores y propietarios de caballos de Higuey que ya habían fundado la entidad el 15 de diciembre de 2002. Reconocido como raza por la Dirección General de Ganadería del país. En la actualidad cursa un ante proyecto de ley en el congreso de la República Dominicana, habiendo sido aprobado por la Cámara del Senado en primera lectura y declarado raza caballar y patrimonio de la República Dominicana el 22 de enero del 2020.

## Índice
- Características físicas

## Características físicas[editar código · editar]
Basados en el estudio de zoometría realizado en el año 2019 por el juez equinos internacional Sr. Carlos Lemoine junto a los directivos de ACPH designados los Sres.: Dr. Severo Morales presidente de ACPH, Dr. Frank Ceballos Director Técnico, Lic. Rafael Germán Director de Registro y Tecnología, Lic. Juan Sergio Altagracia Secretario General en Funciones de la entidad
Además de las medidas zoométricas, fueron abordadas otras áreas que dan el perfil del fenotipo de la raza como son el tipo de oreja, el perfil de la cabeza, el tipo de cuello y forma del anca, también en dicho estudio fueron considerados las capas y colores predominantes, diferencias encontradas entre machos y hembras, entre potros de diferentes edades y adultos.

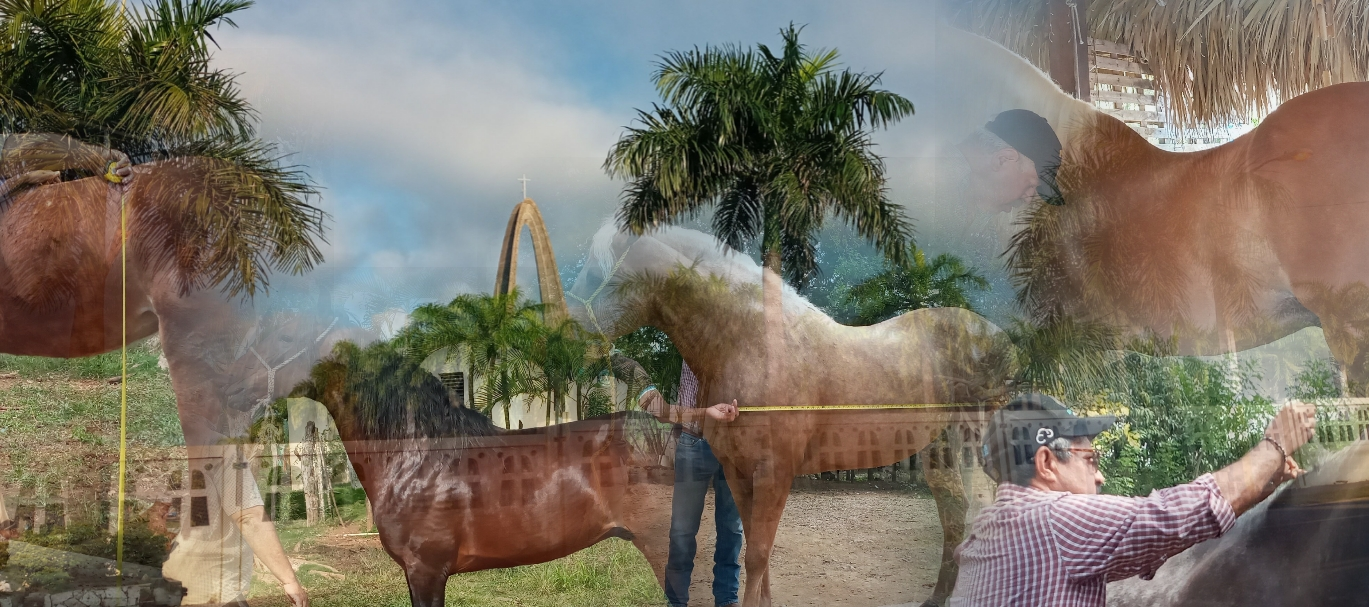
Composición de imágenes proceso zoometria CPH

1.- MEDICIÓN DE LA ALZADA: nos arrojará la verdadera alzada promedio de la raza, con esta data y sus proyecciones podrán establecerse los tabuladores de medidas según la edad del ejemplar, lo que servirá de orientación para criadores, evitando así invertir en potros con deficiencia de tamaño y de orientación para compradores, evitando así los fraudes y decepciones que hacen que muchos se retiren.
Tomando en cuenta las cifras presentes en los cuadros anteriores podemos deducir que a partir de la edad de 36 meses y en adelante, la alzada promedio del CPH no presenta mayor variación y nos permite proponer un tabulador que nos proporcione las medidas mínimas por edad, que debe presentar un Caballo de Paso Higüeyano, en machos y hembras.
EDAD EN MESES	MACHOS	HEMBRAS
36 A 48	1,50	1,48
48 A 60	1,54	1,50
MAYORES DE 60	1,56	1,54
También podemos observar al revisar el cuadro de medidas de alzadas y notaremos que el promedio obtenido a través del estudio rompe con el mito de que reproductores de la raza de gran alzada, van a perjudicar o están perjudicando el tamaño promedio, el cuadro esquematiza y evidencia que los mismo se han usado como cruces por compensación, lo podemos ver en los resultados entre los 36 y 72 meses y se aprecia una alzada aún menor que las que vemos en los resultados de 72 en adelante, tanto en hembras, como en machos. 
Medida Hipométrica
Promedios
CPZPH (2020)	Jóvenes (-60 Meses)	Adultos (+60 Meses)
Potros	Potrancas	Caballos	Yeguas
Largo de Cabeza	61.01	59.80	63.46	62.15
Longitud Oreja	19.86	20.19	20.08	20.78
Largo de Cuello	60.37	58.98	63.54	63.19
Altura a la Cruz	1.53	1.50	1.58	1.56
Altura a la Grupa	1.44	1.43	1.49	1.46
Altura Sub-Esternal	0.82	0.81	0.84	0.82
Longitud de cuerpo	1.49	1.48	1.58	1.58
Ancho de Pecho	35.74	35.10	40.11	37.49
Longitud Caña	38.94	37.98	39.79	38.38
Largo del Cuartilla	13.25	13.14	13.24	13.25
Largo del Casco	9.89	9.40	10.73	10.25
Ancho Ancas	49.80	50.37	53.73	53.70
Peso Corporal	370.20	361.52	429.38	439.51
CONCLUSIONES DEL ESTUDIO:
Según el biólogo y genetista estadounidense Dr. Hermann Joseph Muller, generalmente se define raza a un grupo de animales que poseen unas características claramente distinguibles y comunes a todos ellos, tales como función, conformación y color de la capa, las que son transmisibles por herencia a sus descendientes.
Nuestros hallazgos a través del estudio zoométrico en más de 300 ejemplares de Paso Higüeyano del grupo fundacional, nos permiten deducir claramente que estamos en presencia de una raza, ya que todos los individuos examinados “sin excepción” poseen características comunes notorias, como son:
•	LOCOMOCION: Pudimos observar que se desplazan con un andar particular, el mismo es por bípedos laterales, sucesivos y alternados, ejecutados en 4 tiempos, lo que traduce; PATA – MANO del plano derecho PATA – MANO del plano izquierdo.
Cada ciclo de movimiento conlleva 4 triples apoyos, 2 avances con apoyo diagonal y 2 avances con apoyo lateral, tal como lo demuestra el pentagrama anterior. Ese andar se transmite de generación en generación y durante su adiestramiento se cuida sigilosamente la continuidad y conservación del ritmo de ese particular andar, tanto en los giros como en trayectos rectos, el andar es natural y su tranco es amplio, al observar a quien lo monta, se nota una gran serenidad, lo que se debe a la poca variación de sus lomos al trasladarse.

•	PATRON RACIAL y sus SIMILITUDES DE CONFORMACION: El CPH tiene una conformación particular, es de buena talla y tamaño para ser un caballo de silla.

ALZADA: su alzada promedio en la adultez oscila entre 1,51 y 1,65 metros, aunque observamos casos aislados de hasta 1,70 metros.
PESO: su peso corporal promedio en la adultez es 440 kilogramos, aunque encontramos casos aislados de 580 kilogramos. 
CABEZA: su cabeza es grande y promedia 64 centímetros de largo, aunque se dieron casos de cabezas de 72 centímetros y más, la base ancha y vértice fino. La frente es de perfil rectilíneo o subconvexilíneo, ancha y con tendencia a ser plana. Las mandíbulas o carrillos, pueden ser planas, pero en su mayoría tienen un particular destacado y se muestran separadas entre sí. Los ojos reflejan inteligencia, perspicacia y son muy expresivos, sus ollares por otro lado son puntualmente dilatados. Las orejas son medianas, anchas y separadas en su base, y paralelas entre sí, su tamaño oscila entre 16 y 22 centímetros con un promedio de 20 centímetros.
Los cuadros nos muestran la similitud existente entre el tamaño de todas las orejas en diferentes edades, al igual que la similitud en el tamaño de la cabeza en diferentes edades y la correlación existente entre los tamaños de la oreja y la cabeza. De potros suelen verse de cabezas y orejas grandes con relación al resto del cuerpo y resulta ser una preocupación para el criador, pero en la medida que crecen de estatura y adquieren masa muscular se van equilibrando y en la adultez, muestran bonitas proporciones.
EL CUELLO: es largo, fornido pero flexible. El promedio de su longitud es de 65 centímetros, aunque encontramos unos pocos que superaron los 74 centímetros, presentan una perfecta unión en sus dos extremidades, ligeramente convexo en su línea superior. La cruz es larga, musculosa y en algunos casos es destacada, es decir que es medianamente perfilada. 
EL TRONCO: es de gran desarrollo, posee costillas bien arqueadas, y vientre profundo y amplio. Visto de costado, se nota profundo desde la cruz hasta la cinchera y de frente tiene forma oval. Las espaldas son medio largas e inclinadas, fuertemente musculadas y separadas entre sí por ambos encuentros. El pecho es ancho y profundo y su ancho promedio es de 31 a 46 centímetros en hembras y de 33 a 50 centímetros en machos.
LAS EXTREMIDADES: son largas y consistentes, con una buena osamenta y musculatura. Los antebrazos, bien aplomados, deben ser largos y anchos, y al llegar a la rodilla afinarse. Las cañas son largas, nítidas y con tendones fuertes y bien destacados, y su longitud promedio es de 39 centímetros. Los menudillos son también fuertes y nítidos, y las cuartillas son de longitud e inclinación mediana, ancha, fuerte y límpida, su longitud promedio es de 13 centímetros. Por último, los cascos están bien conformados. Son de volumen proporcionado al cuerpo, resistentes, tensos y bien aplomados. Poseen una medida promedio de entre 9 y 10 centímetros. El CPH es de anca más baja que la cruz, la diferencia promedio es de 10 centímetros
EL DORSO: del CPH es ancho y de extensión proporcionada para completar superiormente el tórax. Es largo fuerte firme y robusto hacia el posterior. Suavemente unido a la cruz y al riñón, son los que conforma una correcta línea superior recta. El riñón, por su parte, es ancho, corto y musculado, bien unido a la grupa para mantener la perfecta armonía del conjunto. La grupa, de largo y ancho mediano, es redondeada o semi oblicua, fornida y bien desarrollada. Vista desde el posterior, es redondeada y sin protuberancias óseas, ni hendiduras perceptibles, su ancho promedio es de 56 centímetros medidos de punta a punta de cada cuadril, aunque hubo casos aislados de hasta 66 centímetros. Los flancos son cortos y los muslos anchos y macizos. Las nalgas son largas y descendidas. Finalmente, la inserción de la cola, que es alta a media y continúa la línea superior de la grupa. El maslo es mediano de largo y espesor, con cerdas abundantes, al igual que la crin.
•	CAPAS Y COLORES: Al observar el siguiente diagrama, podemos notar claramente la predominancia del color alazán en la raza, seguido del color Isabelo o Palomino, luego el castaño y seguido por el moro, pero estos 2 últimos en una proporción muy baja.

En cuanto a las manchas en la cara, podemos precisar que un buen (40%) porcentaje de la raza presenta manchas en la cara, la mayoría son estrellas, luceros y luceros corridos, muy pocos entran en el grupo de caretos, en las extremidades también, la misma proporción puede presentar algún miembro afectado por una mancha blanca con fondo de piel rosada, pero mayormente en uno o dos miembros y son escasos los que suben del corvejón o del tarso. 
Lo más importante es que luego de revisar a más de 300 ejemplares de la raza, la comisión técnica está más convencida que antes de la similitud entre cada individuo, lo que reafirma que somos una raza constituida y establecida, también vemos en los ejemplares más jóvenes, mayor cantidad de características comunes entre sí, que en los de más edad, lo que es un indicativo de que los cruces con los parámetros de selección más modernos y actuales están generando una prole más homogénea.
Este científico; el Dr. Muller, también clasifica al equino en 3 grandes grupos según su peso, los caballos livianos, los pesados y los ponis y/o miniatura y comenta que dentro de los caballos livianos se encuentran razas como el Paso Fino Americano, originario del Caribe; el Appaloosa (U.S.A.); el Árabe (Arabia); el Mustang Español (U.S.A.); el Palomino (U.S.A.); el de Paso Peruano (Perú); el Pura Sangre de Carrera o Thoroughbred (Inglaterra); etc. Luego de analizar nuestro estudio, podemos concluir que el CPH pertenece al grupo de: CABALLOS LIVIANOS. 
Según el Licenciado y Doctor en Agronomía y Veterinaria M.E. Ensminger, los caballos domésticos podrían clasificarse en 3 grandes grupos funcionales, a saber: los de silla, los de carrera y los de tiro pesado, entre grupo y grupo existen grandes diferencias que los caracterizan. Después de analizar el estudio de esta raza equina, podemos concluir que el CPH pertenece a los calificados como; CABALLOS DE SILLA, describiéndolos como los que se emplean para montar. Pueden tener un valor utilitario muy definido, como ocurre con los equinos para la reproducción, o ser utilizados para fines de recreo y deporte. En su conformación debe tener líneas graciosas como resultado de un cuello bastante largo y arqueado y espalda y lomo fuertes, cabeza bien conformada y elegante, con simetría y fusión de todas sus partes, calidad evidenciada por las líneas definidas y cinceladas y su sanidad.

- Datos: Q97179883